# West Riding of Yorkshire
West Riding of Yorkshire – byłe hrabstwo w Anglii, istniejące w latach 1889-1974. W 1961 roku hrabstwo liczyło 3 644 582 mieszkańców.